# Hl. Nikolaus (Kamenica, Niš)

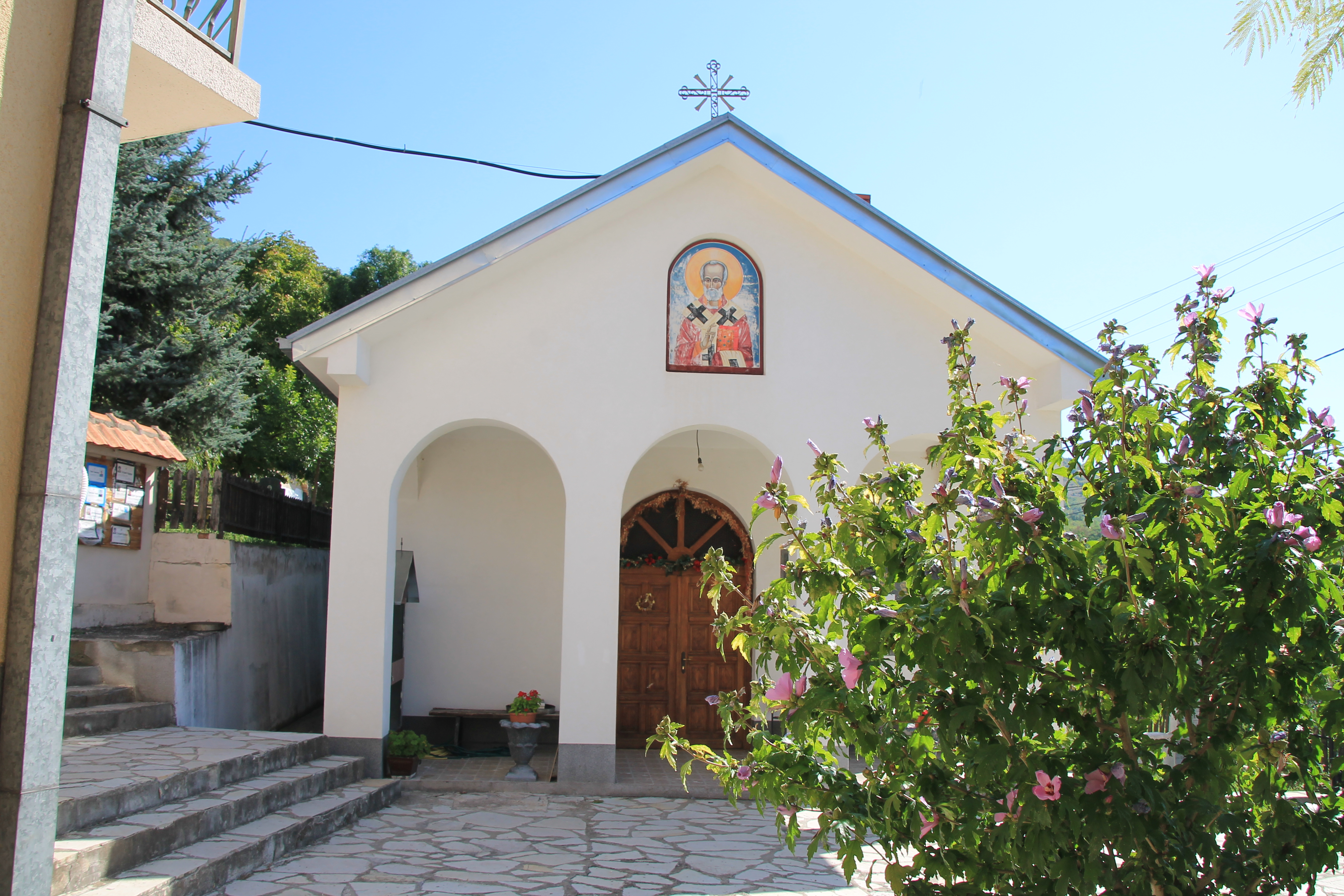
Die Kirche Hl. Nikolaus

Die Kirche Hl. Nikolaus (serbisch: Црква Светог оца Николаја (Светог Николе), Crkva Svetog oca Nikolaja (Svetog Nikole)), im Dorf Kamenica, das zum Stadtteil Pantelej der Großstadt Niš gehört, ist eine serbisch-orthodoxe Kirche im südöstlichen Serbien.
Das 1831 erbaute Gotteshaus ist dem Hl. Nikolaus von Myra geweiht und ist eine Filialkirche der Pfarrei Donji Matejevac im Dekanat Niš II der Eparchie Niš der Serbisch-Orthodoxen Kirche.

## Lage

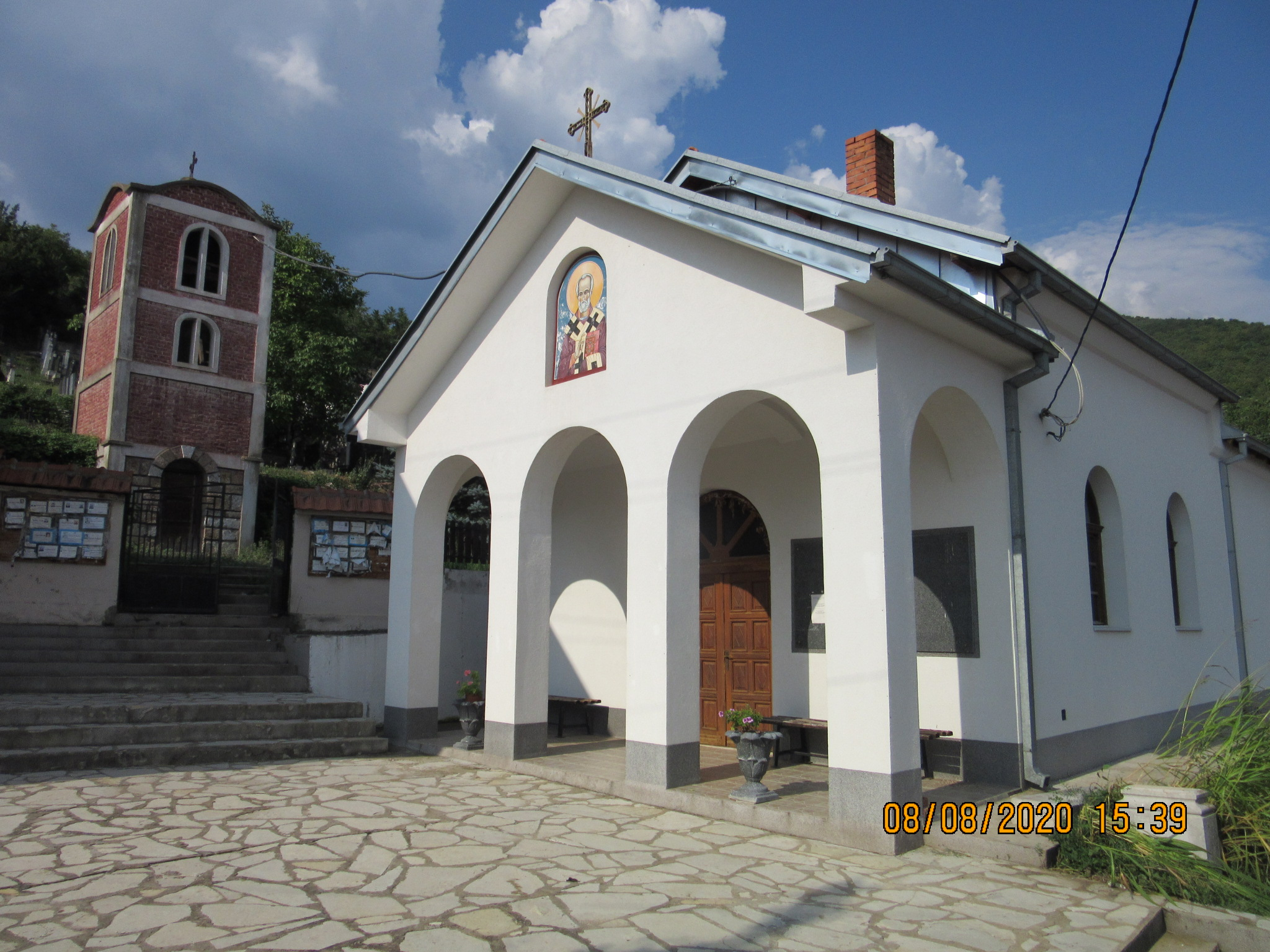
Die Kirche mit Glockenturm

Die Kirche steht im nördlichen Teil des Dorfes Kamenica an der Straße, Crkvena ulica. Südlich der Kirche fließt das Flüsschen Kamenička reka.
Umgeben wird die Kirche vom teilweise eingezäunten Kirchhof mit großem Eingangsportal, indem neben der Kirche auch ein freistehender Glockenturm, ein großes Standobjekt zum Kerzen entzünden und ein Grabdenkmal stehen. An die Kirche schließt sich der Dorffriedhof von Kamenica an.

## Geschichte
Die Kirche Hl. Nikolaus wurde 1831 auf den Fundamenten eines alten Kirchengebäudes erbaut. 1842 wurde die Kirche vom damaligen Metropoliten der Eparchie Niš, Grigorije, feierlich eingeweiht. Bei der Renovierung im Jahr 1933 wurde ein Narthex angebaut. Priester Dragoljub Stanimirović ließ einen neuen Glockenturm und einen neuen Kirchensaal erbauen.
Die Kirche Hl. Nikolaus mit ihren beweglichen Objekten von besonderer kulturhistorischer Bedeutung wurde 2005 zu einem Kulturdenkmal Serbiens erklärt.
Mit finanziellen Mitteln und persönlichem Engagement der Dorfbewohner begann ab 2015 die Sanierung der Kirche. In den vergangenen Jahren wurde die Außenfassade der Kirche renoviert, der Kirchenhof gepflastert, das Kirchendach wegen Undichtigkeiten mit Ziegeln gedeckt und über der Kirche eine neue Stützmauer errichtet.

## Architektur

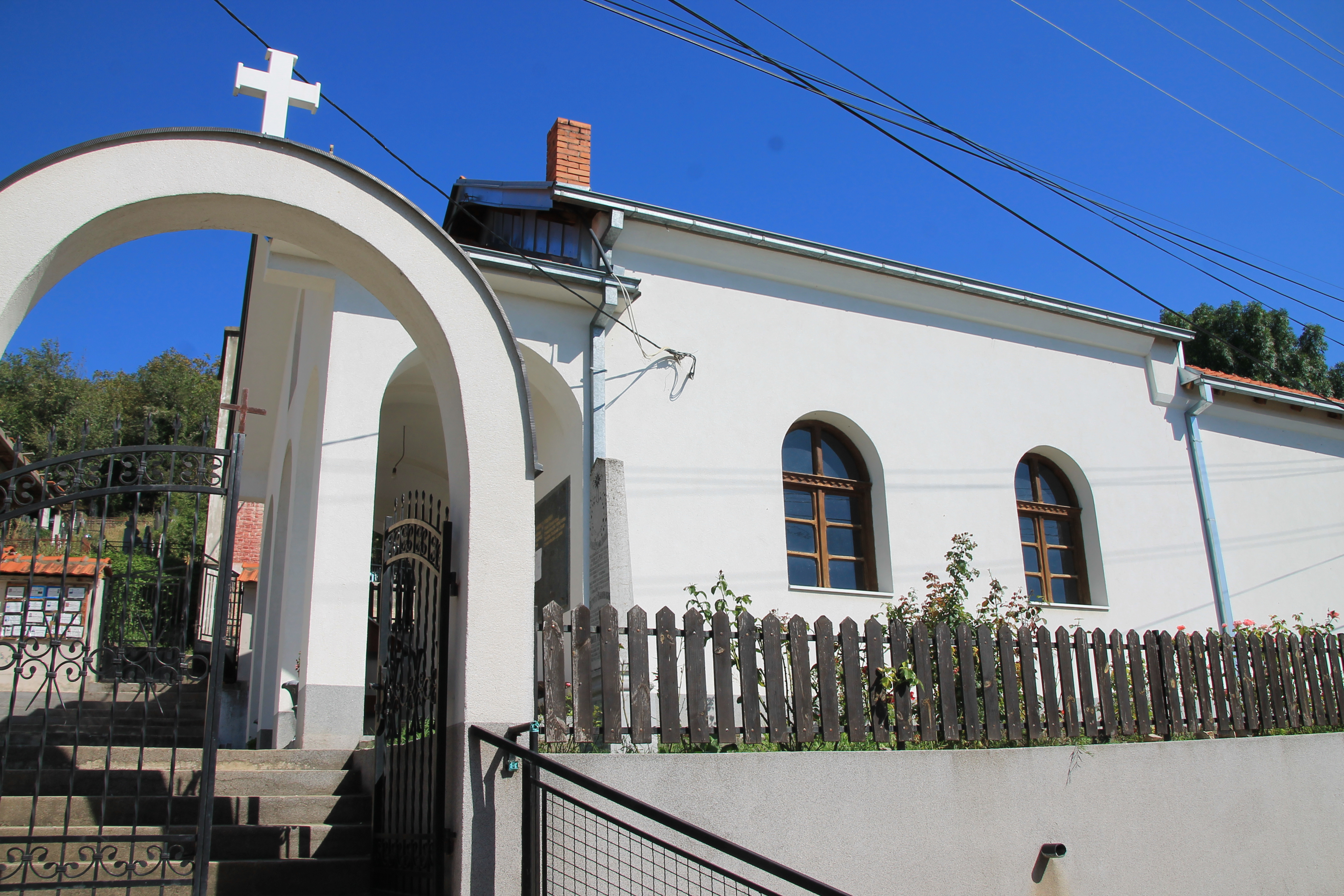
Eingangsportal der Kirche

Das tonnengewölbte einschiffige Kirchengebäude, wurde mit einem rechteckigen Grundriss mitsamt einer großen halbrunden Altar-Apsis im Osten, konzipiert. Nach der Ernennung der Kirche zum Kulturdenkmal wurde der alte Narthex, unter Aufsicht des zuständigen Instituts für Denkmalschutz und Neubau, mit vorheriger Durchführung von archäologischen Grabungen, abgebrochen und ein neuer großer Narthex mitsamt einem davor angebauten dreiteiligen Säulenvorbogen erbaut.
Das Kulturdenkmal wurde weiß getüncht und verputzt. An einigen Stellen ist zu erkennen, dass die Kirche aus behauenen Steinen gebaut ist. Die Kirche verfügt über zwei Kirchenkreuze.
Die Kircheneingänge im Westen und Süden sind durch Archivolten abgedeckt, die mit flachen Streifenleisten verziert sind. Über den zwei Kircheneingängen befinden sich zwei große Patronatsikonen des Hl. Nikolaus. An der Westfassade wurde zudem eine große Tafel mit den Namen von bedeutenden Wohltätern der Kirche angebracht.
Eine antike Säule dient als Altartisch, ein frühchristliches Denkmal mit dem Christusmonogramm dient als Ambonrosette, ringsum finden sich Ziegelsteine in antikem und byzantinischem Format. Die Beleuchtung erfolgt über kleine Fenster in Biforen- und Triforenform an der Süd- und Ostseite.
Von 1859 bis 1860 wurde der Kircheninnenraum von einem unbekannten Ikonenmaler mit Fresken bemalt. Auch die Ikonen und die Ikonostase wurden zur gleichen Zeit angefertigt. Die Freskendekoration wurde auf trockenem Gips ausgeführt und ist vollständig durch Kerzenrauch nachgedunkelt. Auch die Ikonen der Ikonostase sind mit einer Rußschicht bedeckt, so dass die Szenen zwar nicht vollständig erkennbar, ihre Qualität jedoch spürbar ist. Die Fresken und Ikonen sind im byzantinischen Stil mit diskreten Elementen des Klassizismus gemalt worden. Der Kirchenboden ist mit Mosaikplatten geschmückt.
Die Kirche ist im Geiste der traditionellen Volksarchitektur Südserbiens mit Motiven der altserbischen Kirchenarchitektur erbaut. Damit stellt die Nikolauskirche ein bedeutendes Zeugnis, der künstlerischen Errungenschaften in der serbischen Architektur unmittelbar vor der Befreiung von den Türken, dar.